# Château du Rond-Chêne
Le château du Rond-Chêne, aussi orthographié Rond Chêne, est un château se trouvant dans la commune belge d'Esneux. Il s'agit d'un grand corps de bâtiment fractionné en plusieurs volumes accordés, sis au centre d'un domaine de parc et de forêt de 40 hectares. C'est un exemple d'architecture de style renaissance flamande et néo-renaissance flamande.
Le château a une longue histoire lié à l'hébergement des enfants, ayant abrité un internat entre 1938 et 1967, et, de 1970 à ce jour, le Centre de Dépaysement et de Plein Air de la Communauté française Domaine du Rond-Chêne.

## Histoire
D'abord un site abbatial, le château actuel a appartenu dans un premier temps aux époux Georges et Hortense Montefiore-Levi, couple d'industriels belges qui ont obtenu la propriété en 1882.
Ensuite, dans les années 1930, le château est racheté  par le baron Louis Empain, dans le but d'en faire un pensionnat rattaché à sa fondation, la Pro-Juventute. De fait, l'homme d'affaires étend le domaine et fait construire de nouveaux bâtiments modernes, ce compris un gymnase et des dortoirs. Parmi les sept centres ouverts par la fondation, le domaine du Rond-Chêne est l'un des plus importants.
En 1967, la Pro-Juventute ferme ses portes. Le domaine est alors racheté par l'état fédéral wallon, qui en donne la gestion à la CDPA, ou Centre de Dépaysement et de Plein Air. Il sert désormais de lieu de séminaire, de formation, et de stages solaires.

## Architecture
Le château exhibe toutes les caractéristiques de la renaissance flamande. Y figurent les classiques toits en pente en ardoise, les fenêtres à meneaux en pierre blanche, et la maçonnerie en brique rouge, qui donnent son aspect à cette architecture.
Mais la volontaire fragmentation des volumes, l'adjonction de tours et d'oriels, ainsi que la pente fortement marquée des toits et lucarnes, contribuent également à la définition du style. Enfin, les faîtes sont coiffés d'épis de faîtage élancés.
Tous ces éléments confèrent au château une allure dramatique et élancée ; une silhouette caractéristique qui trône au centre du grand parc environnant.
D'autres bâtiments ultérieurs sont présents sur le domaine. Durant le XXe siècle, différentes constructions sont successivement bâties et détruites dans le cadre des activités du lieu.
L'architecture et la situation du château a une forte influence sur l'éducation qui y est menée. Tandis que les bâtiments modernistes célèbrent une pratique du sport et de la santé physique, l'ancienne bâtisse représente un enseignement toujours très traditionnel et strict. Enfoncé au cœur de la nature mosane, le site permet aux éducateurs de travailler la débrouillardise des enfants. Ils font des activités sur les sentiers forestiers en hiver, dans le lac lorsqu'il n'est pas gelé et au milieu de la nuit pour vaincre la peur du noir.

## La période Pro-Juventute

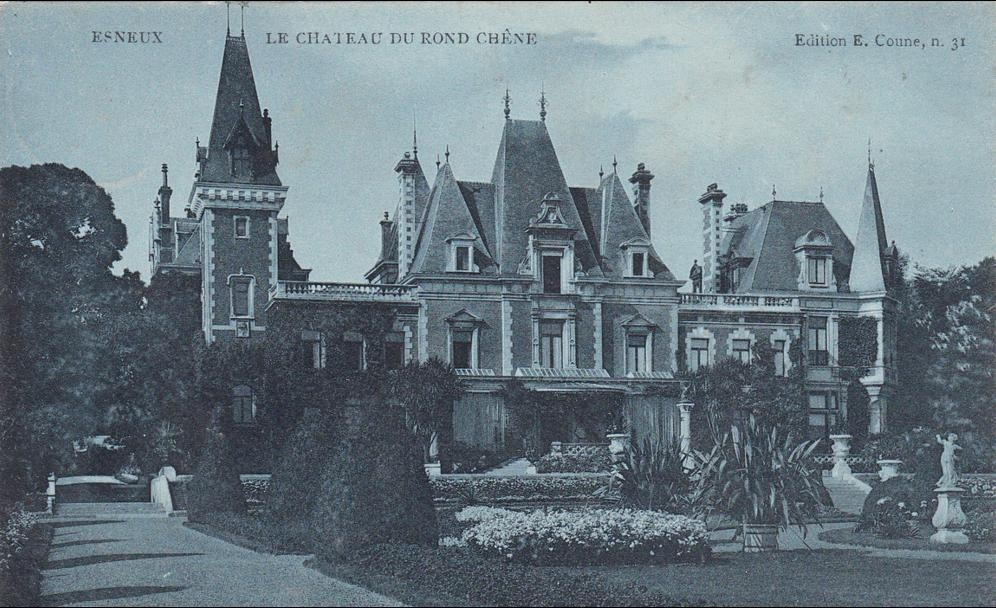
Carte postale d'époque du château du Rond-Chêne.

Durant la période où le château appartenait à la fondation Pro-Juventute, de 1938 à 1967, le domaine opéra en tant que pensionnat et centre d'hébergement et de vacances pour les enfants. Y logeaient des enfants de familles aisées, qui ne pouvaient guère être gardés à la maison. Ces derniers recevaient alors un enseignement strict, basé sur les principes du scoutisme de Baden-Powell.
Dans un premier temps, l'activité est réservée aux garçons, et se confine dans la demeure Montefiore. Mais l'internat est rapidement ouvert à la mixité, et de grands travaux son entrepris. À la suite desquels seront déplacés une partie des dortoirs, divisés selon l'âge et le genre, ainsi que toutes les salles de classe.
De nouveaux bâtiments modernistes sont érigés en 1940, afin d'accueillir certaines fonctions. Leur conception témoigne de l'architecture de la Pro-Juventute : ils suivent des principes similaires dans tous les instituts, avec des plans adaptés au projet pédagogique. D’une architecture moderne et d’une grande sobriété de façade, en brique et aux angles doux, ils comportent tous un gymnase ouvert sur l’extérieur. Sur le site du Rond-Chêne, ce dernier se trouve dans la pente entre le château et les nouveaux bâtiments. Le château lui-même abritera alors les bureaux, le réfectoire, la grande salle de projection et les dortoirs des filles.

Par conséquent, le domaine était divisé en deux pôles architecturaux : le bâtiment d'origine, et les bâtiments modernes "Pro-Juventute". Et tous deux étaient reliés à l’époque par un sentier marqué d'une forte déclinaison. Le château était réservé aux activités communes et à la direction, tandis que les blocs modernistes étaient le lieu des enfants, de l'éducation et du sport. Cette articulation jouait un rôle important dans le fonctionnement et dans l'organisation du site. En effet, la vie des étudiants était régie par l'activité physique, et se déroulait au rythme des déplacements en groupe entre les classes, le gymnase, la forêt et les dortoirs,,.
« Ma première nuit. Mon lit, première chambre deuxième lit près de l’escalier en colimaçon. Une nuit très noire, beaucoup de vent, les sapins noirs se balançaient sur un ciel d'encre. Les cloches de l’horloge sonnaient tous les quarts d’heures. M.Joris passait et repassait dans les dortoirs. »

## Un site lié à la nature

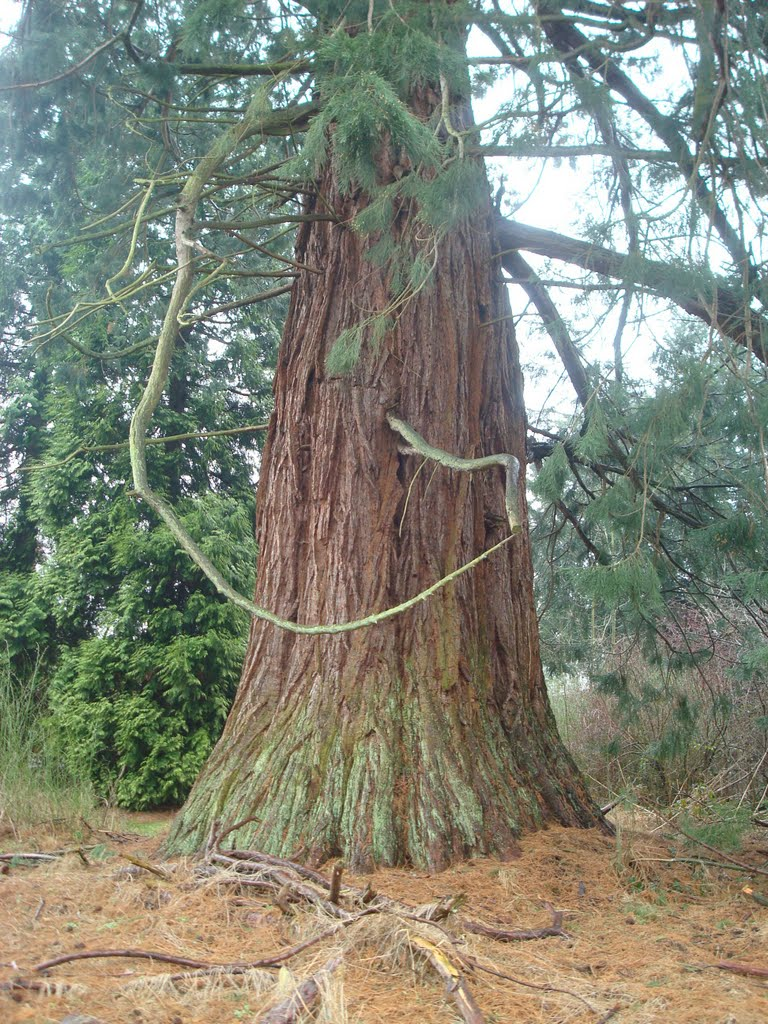
Séquoia géant de l'arboretum du château du Rond-Chêne.

Durant la période des Montefiore-Levi, le château est déjà entouré d'un parc paysager, de forêt et de points d'eau.

Ensuite, pendant l'activité Pro-Juventute, toute la vie des enfants résidant au Rond-Chêne se déroulait en relation avec la nature environnante. C’est un des souvenirs qui revient souvent chez les anciens du programme. La forêt et l’arboretum font partie intégrante du fonctionnement de l’institut. André Tavier, le « Maitre spécial d’Horticulture » se rappelle du parc.
« Quelle aubaine pour un jeune diplômé de Carlsbourg de parcourir une propriété aussi riche en espèces forestières. Des centaines d’espèces de conifères, des massifs de rhododendrons, azalées, lilas, des arbustes tous plus beaux l’un que l’autre. »
La présence de nombreuses espèces végétales, d'un environnement forestier et de différents points d'eau façonnait l'identité du lieu. Par exemple, l'arboretum abrite le plus grand séquoia géant du Bénélux, qui est aussi le plus grand arbre de Belgique.

Aujourd’hui encore, le site du Rond Chêne est bordé à l’est par un grand jardin dégagé, et à l’ouest par des propriétés privées. Cependant, il garde un accès direct au nord et au sud vers la forêt. On y retrouve des paysages riches comme le "Parc du Mary" et "l’Arboretum du Rond-Chêne", ainsi que des zones protégées Natura2000. Le domaine du château s’étend encore sur 40 hectares de prairies et de forêt, traversées par un ruisseau "la Pisserotte", affluent de l’Ourthe, et comprend trois étangs. 

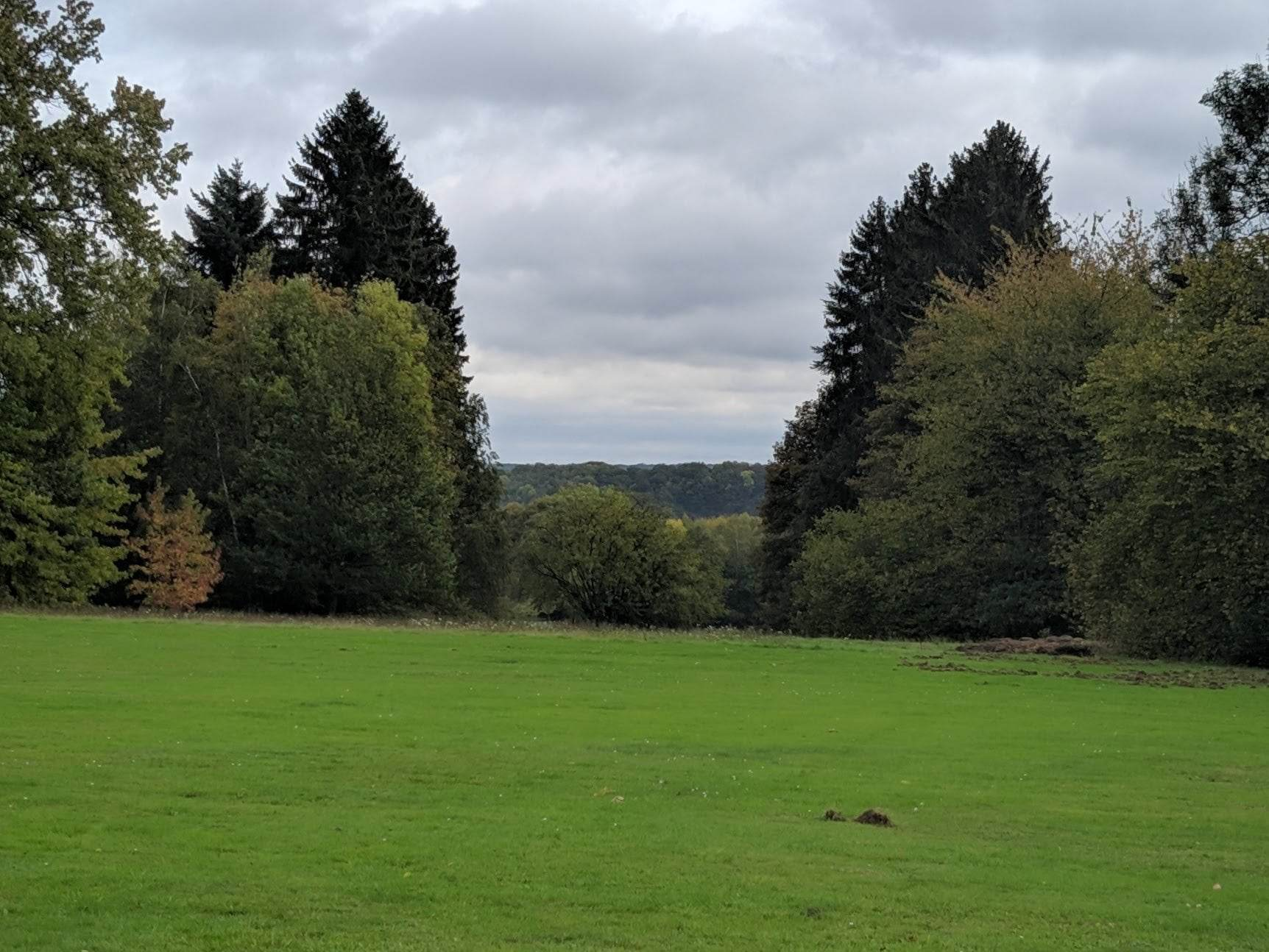
Parc du Rond-Chêne